# Salep

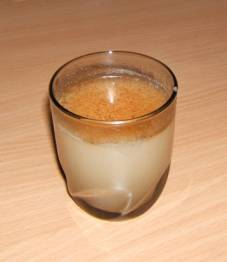
Salep

Salep (tur. sahlep, arab. سحلب saḥlab, azer. səhləb) – napój przyrządzany ze sproszkowanych bulw storczyka męskiego, znany w kuchni tureckiej i w kuchni bałkańskiej. Nazwa pochodzi od arabskiego określenia ḥasyu al-tha`lab, oznaczającego lisie jądra (od charakterystycznego kształtu bulw storczyka). 

## W tradycji kulturowej
Napoje podobne do salepu były znane w starożytnym Rzymie pod nazwą satyrion i priapiscus. Upowszechnił się początkowo w Turcji i na Bliskim Wschodzie, a następnie także w krajach Europy Zachodniej, zanim upowszechniła się kawa i herbata. Salep podawano w kawiarniach, zwłaszcza w okresie zimowym, z uwagi na jego właściwości rozgrzewające. Napój był popularny w XVII i XVIII w. w Anglii – dr Percival zalecał, aby dodawać proszku salepowego do pieczenia słodkiego pieczywa. John Hill określał salep jako odpowiednik chińskiego żeńszenia, podając że ludzie Wschodu traktują go jako afrodyzjak i lek na regenerację organizmu. Według encyklopedii Willicha (1802) dodatek salepu miał hamować fermentację mleka i zapobiegać szkorbutowi. 
W Anglii podawano salep (saloop) aromatyzowany kwiatem pomarańczy i wodą różaną. Sprzedawcy salepu byli powszechnym zjawiskiem w chłodne dni zarówno na ulicach Londynu, jak i Stambułu. Aytoun Ellis w swojej Historii kawiarni określa salep mianem „kawy dla ubogich”, cenionej przez tych, dla których cena filiżanki kawy była zbyt wysoka. Kiedyś za najbardziej aromatyczny uważano salep przygotowywany z dzikich storczyków; z czasem zaczęły dominować storczyki uprawiane. Szczególnie ceniono salep pochodzący z regionu Kahramanmaraş w Turcji, wyróżniający się specyficznym aromatem.
Współcześnie salep najczęściej jest przygotowany z proszku instant, z mlekiem i cynamonem. Proszek ten (zwany też mączką salepową) wykorzystuje się także do przyrządzania lodów i puddingów.

## Przepis na salep
Zmieszaj dwie łyżeczki proszku salepowego z niewielką ilością wody. Mieszaj delikatnie, a następnie dodaj pintę wody i umieść płyn na ogniu. Pozwól, aby płyn gotował się przez pięć minut, wymieszaj go, a następnie dodaj do smaku skórki z cytryny. Dobrym dodatkiem do salepu jest wino lub mleko. Dodaj cukru do smaku.

## Walory zdrowotne
W Dykcyonarzu Roślinnym Krzysztofa Kluka z roku 1808 picie salepu zaleca się na biegunki, suchoty i dla wyniszczonych chorobą organizmów. Był także zalecany „dla oziębłych do sprawy małżeńskiej”.

## W literaturze
W powieści Ismaila Kadare Pałac snów, urzędnicy osmańscy zatrudnieni w tytułowej instytucji, zajmującej się zbieraniem i analizą snów poddanych, podczas przerw w pracy piją salep, traktując go jako napój rozgrzewający.